# Монастырь Подгория-Копоу
Монастырь Подгория-Копоу (рум. Mănăstirea Podgoria Copou) во имя святых Афанасия и Кирилла — женский монастырь Ясской архиепископии Румынской православной церкви в городе Яссы.
Монастырь основан в 1638 году молдавским господарем Василием Лупу и подарен афонскому монастырю Каракал. 30 апреля 1638 года монастырский храм освятил патриарх Константинопольский Кирилл Лукарис. После свержения Василия Лупу в 1653 году церковь была сожжена и разрушена. В 1702 году монастырь восстановил господарь Константин Дука. Господарь Николай Маврокордат (1709—1710, 1711—1715) расширил монастырские земельные наделы, подарив ему земли с виноградниками, садами и лесами. Монастырь управлялся греками из Трёхсвятительского монастыря. В 1809 году игумен Трёхсвятительского монастыря Серафим отреставрировал монастырскую церковь. В 1850 году она была расписана. В результате секуляризации 1863 года монастырь был упразднён, а монастырская церковь стала приходской.
После 1960 года территория монастыря стала частью Ясского ботанического сада. В 1983—1986 годах усилиями священника Василия Вайды проведена реставрация церкви. Тогда же художники Василе и Виолета Карп из Бухареста расписали стены храма. 20 апреля 2001 года митрополит Молдавский и Буковинский Даниил (Чоботя) возродил монастырь как женский в подчинении Галатского монастыря, откуда переехали три монахини. В апреле 2009 в монастыре проживали 14 монахинь.